# Damu
Damu, en la mitología sumeria, es un dios de la sanación, la vegetación y el renacer. 
Dependiendo de las fuentes, es el hijo de Enki y de Nininsina, de Ninurta y Bau o de Pabilsag, señor de Isin y Gula. En cualquier caso, todas las madres eran diosas de la sanación. También era hermano de Ninazu, otro dios de la sanación y del inframundo.
Recibió el Me de los "poderes divinos de la sanación", de su madre y mantuvo la savia que fluye y ayuda a regular el ciclo de la naturaleza de muerte y renacimiento. Se le asociaba con una constelación llamada del cerdo, que probablemente fuese la actual Delphinus. A veces, se le describe como andrógino.
Tuvo su principal centro de culto en Isin, pero se han localizado otros centros, al menos, en Ur y Larsa.
Damu podría ser también una ramificación local del dios babilonio Tammuz. 